# توم غاريت
توم غاريت (26 يوليو 1858 في أستراليا - 6 أغسطس 1943 بسيدني في أستراليا) (بالإنجليزية: Tom Garrett)‏ هو لاعب كريكت أسترالي. شارك مع منتخب أستراليا الوطني للكريكت.

## وصلات خارجية
- توم غاريت على موقع إي آس بي آن كريك إنفو (الإنجليزية)